# Primera batalla del riu Crna
|  | No s'ha de confondre amb Segona batalla del riu Crna. |

La primera batalla del riu Crna  va ser una batalla de dos mesos de durada entre els exèrcits búlgars i dels Aliats. La batalla va tenir lloc al front macedoni de la Primera Guerra Mundial, durant l'ofensiva aliada de Monastir, entre l'octubre i novembre de 1916.
Després de combats extremadament durs i serioses baixes en ambdós costats, els búlgars es van retirar de Monastir el 19 de novembre i van prendre posicions a 5 km al nord, derrotant tots els atacs posteriors en aquella zona. No obstant això, l'entrada dels Aliats a Monastir no va tenir cap valor estratègic.

## Antecedents
L'agost de 1916, els búlgars va posar en marxa l'operació de Chegan. Les tropes de l'Entesa van iniciar un contraatac i el 30 de setembre van prendre Kajmakčalan amb moltes baixes i van continuar cap a Monastir.
El setembre del 1916, la 8a Divisió Tundzha d'infanteria búlgara va ocupar a correcuita posicions defensives en la zona del riu Crna. A continuació, aquesta divisió va atacar a la força principal de l'Entesa.
El 5 d'octubre les tropes sèrbies van fer el seu primer intent de travessar el riu. Algunes d'elles van poder arribar a la riba dreta, però van ser derrotades en un contraatac búlgar i es van d'haver de retirar.

## Batalla
El 6 d'octubre, els serbis van atacar de nou prop dels pobles de Dubrovnik i Skočivir, però de nou van ser contraatacats i empesos cap enrere. Els búlgars van prendre el poble de Brod. Els serbis, que tenien gran superioritat en artilleria, els van atacar constantment.
El 14 i 15 d'octubre de 1916, la lluita va continuar sense interrupció. La pressió sèrbia era immensa i els búlgars van continuar mantenint les seves posicions. La nit del 15 d'octubre va ser un dels moments culminants de la batalla, quan els serbis van fer vuit atacs successius i que van ser rebutjats tots.
Els serbis es van recuperar després de tres dies i el 18 d'octubre van creuar la riba esquerra del riu Crna en Brod i la van fortificar. L'exèrcit búlgar va contraatacar, però va ser rebutjat.
El 23 d'octubre, el foc d'artilleria de l'Entesa va augmentar encara més. Els francesos van lluitar a prop de Kremenitsa. En el transcurs d'una setmana els búlgars van tractar d'empènyer novament sense èxit, però tots els atacs serbis tampoc van tenir èxit i van provocar víctimes massives a ambdues parts.
El 7 de novembre, l'artilleria enemiga va començar el foc intens contra la 3/8 brigada búlgara, que ocupava posicions entre Krapa i Polog. Després de tres dies, les pèrdues de la brigada es va fer tan gran que el 10 de novembre va abandonar les seves posicions, que van ser preses pels serbis.
El 19 de novembre, els búlgars també van haver de retirar-se de Monastir i van prendre posicions a 5 km al nord de la ciutat. El front es va estabilitzar en la línia Chervena Stena - Cota 1248 - Cota 1050 - Makovo - Gradešnica

## Conseqüències
Durant el 1917, la Triple Entesa va continuar amb els seus intents per a fer un gran ofensiva contra els búlgars a la zona del riu Crna, però tampoc va tenir èxit. L'ofensiva aliada a la primavera de 1917 va ser un fracàs.
L'exèrcit búlgar-alemany va continuar mantenint el front de macedònia contra les tropes franceses, britàniques, sèrbies i gregues, fins a l'avanç franco-serbi en Dobro Pole el 15 de setembre de 1918